# Mochudi Centre Chiefs
Maillots
Actualités
Le Centre Chiefs est un club botswanais de football basé à Mochudi.

## Palmarès
- Championnat du Botswana (4)
  - Champion : 2008, 2012, 2013, 2015
  - Vice-champion : 1990, 1996, 2000, 2007, 2009, 2010, 2011

- Coupe du Botswana (2)
  - Vainqueur : 1991, 2008
  - Finaliste : 1983, 2010